# باجاني
باجاني (بالإنجليزية: Pagani)‏ أو باجاني أوتوموبيلي س.ب.ا (بالإيطالية: Pagani Automobili S.p.A.)‏ صانع إيطالي للسيارات الرياضية و الألياف الكربونية. تأسست الشركة في عام 1992 من قبل هوراشيو باجاني ويوجد مقرها في سان تشيزارو سول بانارو بالقرب من مودينا إيطاليا.
توجد ثلاثة سيارات فقط في شركة باجاني هما باجاني زوندا ، باجاني هوايرا وباجاني يوتوبيا. تصل سيارة زوندا من 0 إلى 60 ميل في 3.5 ثانية والهوايرا فتصل من 0 إلى 60 ميل في 3.2 ثانية أما اليوتوبيا فتصل من 0 إلى 60 ميل في 2.8 ثانية.